# 塔伊帕纳
塔伊帕纳（義大利語：Taipana），是意大利乌迪内省的一个市镇。总面积65平方公里，人口700人，人口密度10.8人/平方公里（2009年）。ISTAT代码为030113。